# 埃里克·帕爾默-布朗
埃里克·羅斯·帕爾默-布朗（英語：Erik Ross Palmer-Brown；1997年4月24日—），美國職業足球員，司職中後衛，現效力於希臘足球超級聯賽球會帕纳辛奈科斯。

## 俱樂部生涯
法甲球會特魯瓦官方宣佈，曼城中衛帕爾默-布朗租借加盟球隊一個賽季。
特魯瓦0-2負於南特，本場比賽，曼城外租球員、美國後衛帕爾默-布朗首發出戰，完成了自己的法甲首秀。

## 外部連結
- Soccerway資料庫：埃里克·帕爾默-布朗